# Desoxyguanosine
Desoxyguanosine is een desoxyribonucleoside die is opgebouwd uit guanine en desoxyribose (een pentose). Het is een derivaat van het ribonucleoside guanosine.